# Karl Stein (Mathematiker)

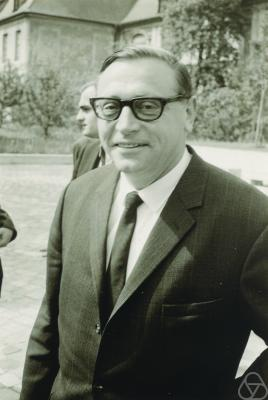
Karl Stein in Eichstätt, 1968

Karl Stein (* 1. Januar 1913 in Hamm; † 19. Oktober 2000 in Ebersbach (Weichs)) war ein deutscher Mathematiker. Sein Forschungsgebiet war die komplexe Analysis mehrerer Veränderlicher. Der Begriff der Steinschen Mannigfaltigkeit geht auf ihn zurück.

## Leben
Karl Stein studierte 1932 bis 1936 an der Westfälischen Wilhelms-Universität in Münster sowie in Hamburg und Berlin und promovierte 1937 bei Heinrich Behnke. Der Titel seiner Dissertation lautete Zur Theorie der Funktionen mehrerer komplexer Veränderlichen; Die Regularitätshüllen niederdimensionaler Mannigfaltigkeiten. 1938 hielt er sich mit einem Stipendium versehen in Heidelberg auf. 1940 habilitierte er sich in Münster.
Während des Zweiten Weltkriegs war er als Referatsleiter in der Chiffrierabteilung des Oberkommandos der Wehrmacht im Referat IVa Sicherheitskontrolle eigener Schlüsselverfahren unter Erich Hüttenhain tätig. Er selbst war für den Geheimschreiber und die Lorenz-Schlüsselmaschine zuständig, sein Mitarbeiter Gisbert Hasenjaeger für die Enigma. 1946 wurde er Dozent und später außerplanmäßiger Professor in Münster. Nach einem Gastaufenthalt 1953/54 in Paris wurde er 1955 an die Ludwig-Maximilians-Universität München berufen – auf den Lehrstuhl Mathematik I, den zuvor u. a. Ferdinand von Lindemann und Constantin Carathéodory innehatten. Dort blieb er über seine Emeritierung 1981 hinaus aktiv.

## Wirken
1941 gibt er in seiner Habilitation topologische Bedingungen für die Lösbarkeit des Cousin-Problems. Dabei geht es um die Frage nach der Existenz global analytischer Funktionen in mehreren Veränderlichen bei vorgegebenen Null- und Polstellenflächen. Stein greift hierbei Arbeiten des Japaners Kiyoshi Oka auf.
1951 führt er die kurz danach von Henri Cartan und Jean-Pierre Serre so benannten Steinschen Mannigfaltigkeiten ein, eine Verallgemeinerung offener Riemannscher Flächen in mehreren komplexen Dimensionen. Im gleichen Jahr 1951 entwickelte er mit Behnke eine geometrische, an Riemann orientierte Theorie komplexer Räume – etwa gleichzeitig mit der stärker algebraischen Definition durch Henri Cartan („analytische Mengen“), deren Theorie Stein mit Reinhold Remmert 1953 ausbaut. 1958 zeigten Hans Grauert und Remmert die Äquivalenz beider Definitionen.

## Würdigungen
Im Jahre 1990 bekam er als erster Mathematiker die Georg-Cantor-Medaille verliehen.
Er war seit 1962 Mitglied der Bayerischen Akademie der Wissenschaften, seit 1970 korrespondierendes Mitglied der Akademie der Wissenschaften zu Göttingen und seit 1982 der Österreichischen Akademie der Wissenschaften. 1973 erhielt er den Ehrendoktor der Universität Münster. 1966 war er Präsident der Deutschen Mathematiker-Vereinigung.
Zu seinen Doktoranden und Schülern zählen Reinhold Remmert, Michael Schneider, Otto Forster, Ivo Schneider, Gunther Schmidt, Konrad Königsberger, Martin Schottenloher und Andrei Duma (Fernuniversität Hagen). 

## Schriften
- mit Heinrich Behnke: Zur Theorie der Funktionen mehrerer komplexer Veränderlichen – Die Regularitätshüllen niederdimensionaler Mannigfaltigkeiten. In: Math. Annalen. 1937. Dissertation.
- mit Heinrich Behnke: Analytische Funktionen mehrerer Veränderlicher zu vorgegebenen Null- und Polstellenflächen. In: Jahresbericht DMV. 1937.
- mit Heinrich Behnke: Konvergente Folgen von Regularitätsbereichen und die Meromorphiekonvexität. In: Math. Annalen. 1939.
- Topologische Bedingungen für die Existenz analytischer Funktionen komplexer Veränderlichen zu vorgegebenen Nullstellenflächen. In: Math Annalen. 1941/2. Habilitation.
- mit Heinrich Behnke: Entwicklung analytischer Funktionen auf Riemannschen Flächen. In: Math. Annalen. Band 120. 1948.
- Analytische Funktionen mehrerer komplexer Veränderlicher zu vorgegebenen Periodizitätsmoduln und das 2. Cousin’sche Problem. In: Math. Annalen. Band 123. 1951.
- mit Heinrich Behnke: Modifikationen komplexer Mannigfaltigkeiten und Riemannsche Gebiete. In: Math. Annalen. 1951/2.
- mit Reinhold Remmert: Über die wesentlichen Singularitäten analytischer Mengen. In: Math. Annalen. 1952.
- Analytische Zerlegungen komplexer Räume. In: Math. Annalen. 1956/7.